# Ley de Antigüedades (Estados Unidos)

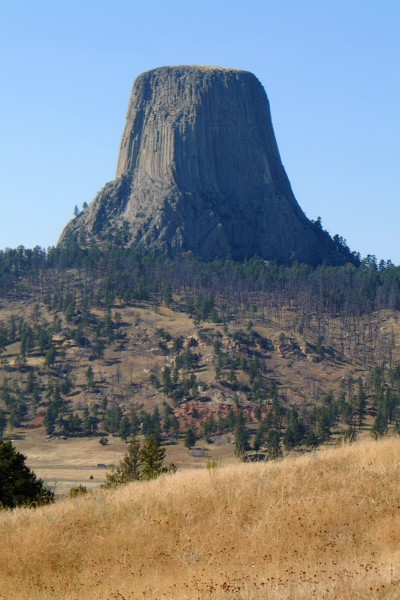
El primer monumento nacional fue la Torre del Diablo.

La Ley de antigüedades de 1906 (en inglés, Antiquities Act), oficialmente «Ley para la Preservación de las Antigüedades de Estados Unidos» (en inglés, An Act for the Preservation of American Antiquities), es una ley de Estados Unidos aprobada por el Congreso de los Estados Unidos y firmada por Theodore Roosevelt el 8 de junio de 1906, que confirió al presidente de los Estados Unidos la autoridad para restringir el uso particular de terrenos públicos propiedad del gobierno federal por orden ejecutiva, sin necesidad de requerir la supervisión del Congreso. La ley se ha utilizado más de un centenar de veces desde su aprobación, aunque su uso ha provocado con frecuencia fuertes controversias. 

## Historia
La Ley de antigüedades fue el resultado de las preocupaciones del momento sobre la protección de la mayoría de las ruinas prehistóricas indias y artefactos —colectivamente denominados «antigüedades»— en tierras federales en el Oeste, como en el Cañón del Chaco, Nuevo México. La pérdida de artefactos de estas tierras, saqueados por coleccionistas privados - «pot hunters», cazadores de ollas, en el lenguaje de la época- se había convertido en un grave problema a finales del siglo XIX. En 1902, el congresista por Iowa, John F. Lacey, que presidía la Comisión de la Cámara de Tierras Públicas («House Committee on the Public Lands»), viajó al suroeste con el antropólogo Edgar Lee Hewett, para ver por sí mismo el impacto de los expoliadores. Sus conclusiones, refrendadas con un informe exhaustivo elaborado por Hewett para el Congreso en el que detallaba los recursos arqueológicos de la región, propiciaron el impulso necesario para la aprobación de esta norma.

## Uso
La ley tenía por objeto permitir que el presidente reservase ciertas áreas públicas naturales valiosas como parques y tierras protegidas. Estas áreas tenían el título de «monumentos nacionales». También le confería el poder de reservar o aceptar tierras privadas para ese fin. El objetivo era proteger todos los sitios históricos y prehistóricos en tierras federales de los Estados Unidos y prohibir la destrucción o excavación de esas antigüedades. Con esta ley, esto podía ser hecho más rápidamente que tramitando frente al Congreso el proceso para la creación de un parque nacional. La ley estableció que las zonas a declarar monumentos se limitasen a ser la superficie más pequeña compatible con el buen cuidado y el manejo de los objetos que debían de protegerse. 
Algunas áreas designadas como monumentos nacionales fueron más adelante convertidas en parques nacionales o incorporados en parques nacionales ya existentes.

## Primer uso
Aunque la intención era salvaguardar pequeños lugares de interés histórico, el primer uso de la Ley fue la protección de un gran accidente geográfico -el presidente Roosevelt proclamó el Monumento Nacional de la Torre del Diablo el 24 de septiembre de 1906. La más reciente fue la proclamación por George W. Bush el 15 de junio de 2006 del Monumento Nacional marino de Papahānaumokuākea. 
Para cualquier excavación, la ley exige que una autorización («Antiquities Permit») que se debe obtener de la Secretaría que tuviera jurisdicción sobre esas tierras. 

## Reducción de los poderes
Los poderes presidenciales en virtud de la Ley se han reducido dos veces. La primera vez siguió a la impopular proclamación del monumento nacional de Jackson Hole en 1943. La ley de 1950 que incorporó Jackson Hole en la ampliación del parque nacional Grand Teton también forzó una enmienda de la ley de Antigüedades, requiriendo el consentimiento del Congreso para cualquier futura creación o ampliación de los monumentos nacionales en el estado de Wyoming.
La segunda vez fue tras el uso de la ley por Jimmy Carter para crear 230.000 km² de monumentos nacionales en Alaska. La Ley de Conservación de Tierras de Interés Nacional de Alaska («Alaska National Interest Lands Conservation Act») requiere la ratificación del Congreso de la utilización de la Ley de Antigüedades en Alaska para la retirada de más de 5.000 acres (20,2 km²).

## Codificación
La Ley de Antigüedades está codificada como 16 U.S.C. § § 431 a 433.